# Стара Олешна
Стара Олешна (пол. Stara Oleszna, нім. Altöls) — село в Польщі, у гміні Болеславець Болеславецького повіту Нижньосілезького воєводства.
Населення — 210 осіб (2011).
У 1975-1998 роках село належало до Єленьоґурського воєводства.

## Демографія
Демографічна структура станом на 31 березня 2011 року:
|          | Загалом | Допрацездатний вік | Працездатний вік | Постпрацездатний вік |
| -------- | ------- | ------------------ | ---------------- | -------------------- |
| Чоловіки | 106     | 24                 | 73               | 9                    |
| Жінки    | 104     | 19                 | 62               | 23                   |
| Разом    | 210     | 43                 | 135              | 32                   |